# Jürgen Zech
Jürgen Zech (20 novembre 1965) è un ex calciatore liechtensteinese, di ruolo difensore.

## Carriera

### Nazionale
Ha collezionato 6 presenze con la propria Nazionale.